# Трастоватский
Трастова́тский — кордон в составе Кривецкого сельсовета Добровского района Липецкой области.

## География
Кордон находится на территории крупного лесного массива — Добровского леса, раскинувшегося в излучине реки Воронеж на левом её берегу. Трастоватский стоит на автодороге, проходящей через лес с юга, от расположенного на южной окраине лесного массива села Кривец, центра сельсовета, до находящегося северо-восточнее, на другом берегу реки, села Преображеновка. Покрытие дороги — асфальтобетон. Непосредственно к северу от Трастоватского на шоссе стоит посёлок Кривецкое лесничество.
Кордон располагается недалеко от русла Воронежа. Противоположный восточный берег реки напротив населённого пункта — уже территория Тамбовской области (граница регионов проходит как раз по кромке восточного берега). На другой стороне реки тоже растёт лес. Это Иловайский лесной массив, в границах которого отмечено несколько бывших кордонов (урочища Кривецкий Кордон, Лелековский Кордон, Лебедянский Кордон, а также урочище Долина). Основные породы дерева в Добровском лесу, вокруг Трастоватского — сосна и берёза, на противоположном берегу, в Иловайском лесу — дуб, осина и сосна. Западнее Трастоватского, в лесу, находится посёлок Малоозёрский, северо-западнее числится урочище Большой Озёрский Кордон, юго-западнее — урочища Кордон Средний и Кордон Борисовский.

## История
Кордон Трастоватский уже присутствует на карте РККА второй половины 1930-х — начала 1940-х годов (ошибочно обозначен как Тратстоватский). В дальнейшем обозначался на картах как Лядовский, что было неверно, поскольку посёлком Лядовским в действительности назывался нынешний посёлок Кривецкое лесничество. До конца 2009 — начала 2010 года кордон входил в территорию государственного природного заказника «Добровский» и самостоятельным населённым пунктом, по-видимому, не являлся. В материалах Всероссийской переписи населения 2002 года, например, Трастоватский отсутствует.

## Население
| 2010 |
| ---- |
| 3    |

По состоянию на 1990 год население кордона составляло приблизительно 10 человек.

## Инфраструктура
Улицы в населённом пункте не выделены. Протяжённость дорожной сети в пределах кордона — 0,5 км грунтовых дорог. Есть газопровод низкого давления, протяжённостью 159 м. В поселении числится физкультурно-оздоровительный объект площадью 10 кв. м.
В восточной части населённого пункта, на берегу Воронежа, расположен детский оздоровительный комплекс «Берёзка». Из числа промышленных объектов работает пилорама.